# MG5 (Europe)
La MG5 II est un break 100 % électrique produit par le constructeur chinois SAIC Motor sous la marque britannique MG Motor, depuis 2020. Le break est assemblé dans l'usine de Ningde dans la province du Fujian.

## Présentation
La MG 5 est dérivée de la berline électrique Roewe Ei5 produite et commercialisée en Chine depuis 2018. Elle est dévoilée en septembre 2020 pour une commercialisation au Royaume-Uni en fin d'année puis dans le reste de l'Europe au printemps 2022,.
La MG5 est le premier break 100 % électrique commercialisé sur le marché européen.

## Caractéristiques techniques
La MG5 repose sur une plateforme du constructeur américain general motors, servant notamment à l'Opel Astra. Cette plateforme est modifiée et simplifiée par le constructeur chinois pour s'adapter à la propulsion électrique.
Le break bénéficie de la charge bidirectionnelle dite V2L Vehicle-to-Load permettant de brancher des appareils électriques extérieurs.

### Motorisations
Le break propose deux versions différentes, l'une s'appelant Autonomie Standard et l'autre Autonomie Étendue,.
|                                                            | Autonomie Standard | Autonomie Étendue            |
| ---------------------------------------------------------- | ------------------ | ---------------------------- |
| Puissance moteur électrique (kW)                           | 130                | 115                          |
| Puissance maximale (ch)                                    | 177                | 156                          |
| Couple maximal (N m)                                       | 280                | 280                          |
| Capacité de la batterie (kWh)                              | 50,3               | 61,1                         |
| Temps de recharge sur une prise domestique (Wallbox 11 kW) |                    |                              |
| Temps de recharge en courant continu sur une borne 87 kW   | - (indisponible)   | 80 % de charge en 40 minutes |
| Autonomie en cycle WLTP (km)                               | 310 à 320          | 400                          |
| Vitesse maximale (en km/h)                                 | 185                | 185                          |
| 0-100 km/h (en s)                                          | 8,3                | 8,3                          |
| Masse à vide (kg)                                          |                    |                              |
| Charge bidirectionnelle V2L (kWh)                          | 2,2                | 2,2                          |

### Batterie
Le moteur électrique est alimenté par une batterie lithium-ion d'une capacité de 50,3 kWh ou de 61,1 kWh en fonction de la version,.